# アイセル・テイムルザデ
アイセル・メヘンメド・クズ・テイムルザデ（アゼルバイジャン語:Aysel Məhəmməd qızı Teymurzadə / Aysel Teymurzadeh、1989年4月25日 - ）は、アゼルバイジャンのR&B歌手。2009年、アイセルの楽曲「Always」はユーロビジョン・ソング・コンテストのİTVによるアゼルバイジャン国内選考に選ばれ、モスクワで行われるユーロビジョン・ソング・コンテスト2009のアゼルバイジャン代表に選ばれた。アイセルは女性歌手として初のアゼルバイジャン代表となった。大会には、「Always」を制作したアーラシュとともに参加し、3位入賞を果たした。
アイセルはバクーにて、ジャーナリストと大学教授の間の3人姉妹の末子として生まれた。アイセルは19世紀のアゼリ人のジャーナリスト・ハサン・ベイ・ザルバディ（Hasan bey Zardabi）の子孫である。アイセル・テイムルザデはバクーのIntellect Lyceumを卒業し、2005年から2006年までテキサス高等学校（Texas High School）に留学した。2005年、アイセルはアゼルバイジャンの音楽コンテスト、イェニ・ウルドゥズ4（Yeni Ulduz 4）に参加した。テイムルザデはアゼルバイジャン言語大学（Azerbaijan University of Languages）にて国際関係論を学んでいる。